# Coupe de la confédération 2016
Navigation
Édition précédente Édition suivante
La Coupe de la confédération 2016 est la 13e édition de la Coupe de la confédération, seconde compétition africaine de clubs mettant aux prises les meilleures formations non qualifiées pour la Ligue des champions de la CAF.
L'ES Sahel est le tenant du titre, et après s'être qualifiée pour la Ligue des champions de la CAF 2016, elle est entrée dans la Coupe de la Confédération 2016 après avoir perdu au deuxième tour de la Ligue des champions.
Le vainqueur de la compétition est le club congolais du TP Mazembe, qui a battu le club algérien du MO Béjaïa en finale, au match retour 4-1 et un match aller 1-1, et décroche ainsi son premier titre de son histoire.

## Primes monétaires
Les primes monétaires de l'édition 2014 sont distribués aux clubs terminant dans les 8 premiers, comme suit:
| Classement     | Club      | Fédération |
| -------------- | --------- | ---------- |
| Vainqueur      | 800 000 $ | 35 000 $   |
| Finaliste      | 580 000 $ | 30 000 $   |
| Demi-finaliste | 450 000 $ | 25 000 $   |
| 3e du groupe   | 375 000 $ | 20 000 $   |
| 4e du groupe   | 300 000 $ | 15 000 $   |

## Participants
- Théoriquement, jusqu'à 56 fédérations membres de la CAF peuvent entrer dans la CAF Champions League 2015.
- Les 12 pays les mieux classés en fonction du Classement 5-Year de la CAF peuvent également inscrire 2 équipes par compétition. Pour la compétition de cette année, la Confédération africaine de football va utiliser Classement 5-Year de la CAF d'entre 2009 et 2013. En conséquence, 56 clubs ont pu entrer dans le tournoi.

Ci-dessous le schéma de qualification pour la compétition. Les nations sont affichées en fonction de leur Classement 5-Year de la CAF:
| Fédération                                                                 | Club                                                | Classement                                                          |
| Fédérations avec deux représentants (Classées 1-12)                        | Fédérations avec deux représentants (Classées 1-12) | Fédérations avec deux représentants (Classées 1-12)                 |
| -------------------------------------------------------------------------- | --------------------------------------------------- | ------------------------------------------------------------------- |
| Tunisie 1er - 105 pts                                                      | ES Tunis                                            | 3e du Championnat de Tunisie 2014-2015                              |
| Tunisie 1er - 105 pts                                                      | Stade gabésien                                      | Finaliste de la Coupe de Tunisie 2014-2015                          |
| Égypte 2e - 81 pts                                                         | ENPPI                                               | 3e du Championnat d'Égypte 2014-2015                                |
| Égypte 2e - 81 pts                                                         | Misr El Maqasa                                      | Vainqueur de la Coupe d'Égypte 2014-2015                            |
| RD Congo 3e - 63 pts                                                       | CS Don Bosco                                        | 3e du Championnat de République démocratique du Congo 2014-2015     |
| RD Congo 3e - 63 pts                                                       | Saint Éloi Lupopo                                   | Vainqueur de la Coupe de République démocratique du Congo 2014-2015 |
| Algérie 4e - 44 pts                                                        | MC Oran                                             | 3e du Championnat d'Algérie 2014-2015                               |
| Algérie 4e - 44 pts                                                        | CS Constantine                                      | 5e du Championnat d'Algérie 2014-2015                               |
| Soudan 5e - 33 pts                                                         | Al Ahly Shendi                                      | 3e du Championnat du Soudan 2015                                    |
| Soudan 5e - 33 pts                                                         | Al-Khartoum SC                                      | 4e du Championnat du Soudan 2015                                    |
| Côte d'Ivoire 6e - 30 pts                                                  | SC Gagnoa                                           | 3e du Championnat de Côte d'Ivoire 2014-2015                        |
| Côte d'Ivoire 6e - 30 pts                                                  | Africa Sports                                       | Vainqueur de la Coupe de Côte d'Ivoire 2014-2015                    |
| Maroc 7e - 29 pts                                                          | KAC Marrakech                                       | 3e du Championnat du Maroc 2014-2015                                |
| Maroc 7e - 29 pts                                                          | Fath US                                             | Finaliste de la Coupe du Maroc 2014-2015                            |
| Cameroun 8e - 26 pts                                                       | New Star de Douala                                  | 3e du Championnat du Cameroun 2015                                  |
| Cameroun 8e - 26 pts                                                       | UMS de Loum                                         | Vainqueur de la Coupe du Cameroun 2015                              |
| République du Congo 9e - 26 pts                                            | Diables noirs                                       | Vainqueur de la Coupe du Congo 2015                                 |
| République du Congo 9e - 26 pts                                            | Vita Club Mokanda                                   | 6e du Championnat du Congo 2015                                     |
| Mali 10e - 26 pts                                                          | USFAS Bamako                                        | 3e du Championnat du Mali 2014-2015                                 |
| Mali 10e - 26 pts                                                          | AS Bakaridjan                                       | 4e du Championnat du Mali 2014-2015                                 |
| Nigeria 11e - 22 pts                                                       | Nasarawa United FC                                  | 3e du Championnat du Nigeria 2015                                   |
| Nigeria 11e - 22 pts                                                       | Akwa United FC                                      | Vainqueur de la Coupe du Nigeria 2015                               |
| Afrique du Sud 12e - 16 pts                                                | Bidvest Wits                                        | 3e du Championnat d'Afrique du Sud 2014-2015                        |
| Afrique du Sud 12e - 16 pts                                                | Ajax Cape Town                                      | Finaliste de la Coupe d'Afrique du Sud 2014-2015                    |
| Fédérations avec un seul représentant (Classées plus bas que la 12e place) |                                                     |                                                                     |
| Angola 13e - 11 pts                                                        | GD Sagrada Esperança                                | Finaliste de la Coupe d'Angola 2015                                 |
| Libye 14e - 7 pts                                                          | Al-Ittihad                                          | Vainqueur de la Coupe de Libye 2014-2015                            |
| Ghana 15e - 6 pts                                                          | Medeama SC                                          | Vainqueur de la Coupe du Ghana 2015                                 |
| Zambie 16e - 6 pts                                                         | Zanaco FC                                           | Vainqueur de la Coupe de Zambie 2015                                |
| Éthiopie 17e - 4 pts                                                       | Defence FSC                                         | Vainqueur de la Coupe d'Éthiopie 2014-2015                          |
| Niger 18e - 1 pts                                                          | AS Sonidep                                          | Vainqueur de la Coupe du Niger 2014-2015                            |
| Zimbabwe 19e - pts                                                         | Harare City FC                                      | Vainqueur de la Coupe du Zimbabwe 2015                              |
| Botswana                                                                   | Gaborone United                                     | Vainqueur du Mascom Top 8 2014-2015                                 |
| Burkina Faso                                                               | USFA                                                | Vainqueur de la Coupe du Burkina Faso 2014-2015                     |
| Burundi                                                                    | Atlético Olympic FC                                 | Finaliste de la Coupe du Burundi 2014-2015                          |
| Comores                                                                    | Fomboni FC                                          | Vainqueur de la Coupe des Comores 2015                              |
| Gabon                                                                      | CF Mounana                                          | Vainqueur de la Coupe du Gabon 2014-2015                            |
| Gambie                                                                     | Wallidan FC                                         | Vainqueur de la Coupe de Gambie 2015                                |
| Guinée                                                                     | AS Kaloum                                           | Vainqueur de la Coupe de Guinée 2015                                |
| Guinée équatoriale                                                         | Deportivo Mongomo                                   | Vainqueur de la Coupe Guinée équatoriale 2015                       |
| Kenya                                                                      | Bandari FC                                          | Vainqueur de la Coupe du Kenya 2015                                 |
| Liberia                                                                    | Barrack Young CFC                                   | Vainqueur de la Coupe du Liberia 2014-2015                          |
| Madagascar                                                                 | AS Adema                                            | Finaliste de la Coupe de Madagascar 2015                            |
| Mozambique                                                                 | Liga Desportiva Maputo                              | Vainqueur de la Coupe du Mozambique 2015                            |
| Rwanda                                                                     | Police FC                                           | Vainqueur de la Coupe du Rwanda 2014-2015                           |
| Sénégal                                                                    | Génération Foot                                     | Vainqueur de la Coupe du Sénégal 2015                               |
| Seychelles                                                                 | Light Stars FC                                      | Vainqueur de la Coupe des Seychelles 2015                           |
| Soudan du Sud                                                              | Atlabara FC                                         | Vainqueur de la Coupe du Soudan du Sud 2014                         |
| Tanzanie                                                                   | Azam FC                                             | Vice-champion de Tanzanie 2014-2015                                 |
| Tchad                                                                      | Renaissance FC                                      | Vainqueur de la Coupe du Tchad 2015                                 |
| Ouganda                                                                    | Villa SC                                            | Vainqueur de la Coupe d'Ouganda 2014-2015                           |
| Zanzibar                                                                   | JKU FC                                              | 2e du Championnat de Zanzibar 2015                                  |

Notes
- TT : Tenant du titre

### Tour préliminaire
13 équipes sont exemptes lors de ce tour :
- CS Constantine
- ENPPI
- CF Mounana
- Medeama SC
- AS Kaloum
- Barrack Young CFC
- Fath US
- Liga Desportiva Maputo
- CS Don Bosco
- Al Ahly Shendi
- Azam FC
- Espérance de Tunis
- Zanaco FC

Les matchs aller se jouent les 12, 13 et 14 février 2016 alors que les matchs retour se jouent les 26, 27 et 28 février 2016.
Le club équatoguinéen du Deportivo Mongomo, malgré sa victoire aux tirs au but contre les Camerounais de l'UMS de Loum, est disqualifié de la compétition pour avoir aligné un joueur non-éligible,. L'UMS se voit quant à elle repêchée et avance au premier tour.
| Match | Équipe 1             | Résultat | Équipe 2                | Aller | Retour | Tab |
| ----- | -------------------- | -------- | ----------------------- | ----- | ------ | --- |
| 1     | Vita Club Mokanda    | 1 - 1    | Akwa United FC          | 0 - 1 | 1 - 0  | 6-5 |
| 2     | Police FC            | 4 - 3    | Atlabara Football Club  | 3 - 1 | 1 - 2  | -   |
| 3     | GD Sagrada Esperança | 3 - 2    | Ajax Cape Town          | 1 - 2 | 2 - 0  | -   |
| 4     | forfait Wallidan FC  | -        | MC Oran                 | -     | -      | -   |
| 5     | SC Gagnoa            | 2 - 0    | USFAS Bamako            | 2 - 0 | 0 - 0  | -   |
| 6     | KAC Marrakech        | 3 - 3    | USFA                    | 3 - 0 | 0 - 3  | 5-4 |
| 7     | Light Stars FC       | 0 - 9    | Bidvest Wits            | 0 - 3 | 0 - 6  | -   |
| 8     | Renaissance FC       | 3 - 2    | New Star de Douala      | 1 - 0 | 2 - 2  | -   |
| 9     | Harare City FC       | 6 - 3    | AS Adema                | 3 - 2 | 3 - 1  | -   |
| 10    | AS Bakaridjan        | 2 - 2    | Stade gabésien          | 1 - 1 | 1 - 1  | 3-4 |
| 11    | Nasarawa United FC   | 2 - 1    | AS Génération Foot      | 2 - 1 | 0 - 0  | -   |
| 12    | Defence FSC          | 1 - 6    | Misr El Maqasa          | 1 - 3 | 0 - 3  | -   |
| 13    | Saint Éloi Lupopo    | 3 - 1    | Bandari FC              | 2 - 0 | 1 - 1  | -   |
| 14    | Al-Ittihad           | 5 - 4    | AS Sonidep              | 4 - 1 | 1 - 3  | -   |
| 15    | UMS de Loum          | 0 - 0    | Deportivo Mongomo       | 0 - 0 | 0 - 0  | 2-4 |
| 16    | Al-Khartoum SC       | 0 - 2    | Villa SC                | 0 - 1 | 0 - 1  | -   |
| 17    | JKU FC               | -        | Gaborone United forfait | -     | -      | -   |
| 18    | Fomboni FC           | 1 - 2    | Atlético Olympic FC     | 1 - 0 | 0 - 2  | -   |
| 19    | Diables Noirs        | 2 - 4    | Africa Sports           | 1 - 2 | 1 - 2  | -   |

### Premier tour
Les matchs aller se jouent les 11, 12 et 13 mars 2016 alors que les matchs retour se jouent les 18, 19, 20 mars 2016.
| Match | Équipe 1             | Résultat | Équipe 2                     | Aller | Retour |
| ----- | -------------------- | -------- | ---------------------------- | ----- | ------ |
| 20    | Vita Club Mokanda    | 1 - 0    | Police FC                    | 0 - 0 | 1 - 0  |
| 21    | GD Sagrada Esperança | 1 - 0    | Liga Desportiva de Maputo    | 1 - 0 | 0 - 0  |
| 22    | MC Oran              | 4 - 2    | SC Gagnoa                    | 2 - 0 | 2 - 2  |
| 23    | KAC Marrakech        | 3 - 2    | Barrack Young Controllers FC | 3 - 0 | 0 - 2  |
| 24    | Bidvest Wits         | 2 - 7    | Azam FC                      | 0 - 3 | 2 - 4  |
| 25    | Renaissance FC       | 0 - 7    | ES Tunis                     | 0 - 2 | 0 - 5  |
| 26    | Harare City FC       | 2 - 5    | Zanaco FC                    | 1 - 2 | 1 - 3  |
| 27    | Stade gabésien       | 2 - 1    | AS Kaloum                    | 2 - 1 | 0 - 0  |
| 28    | Nasarawa United FC   | 2 - 4    | CS Constantine               | 1 - 0 | 1 - 4  |
| 29    | Misr El Maqasa       | 3 - 2    | CS Don Bosco                 | 3 - 1 | 0 - 1  |
| 30    | Saint Éloi Lupopo    | 2 - 2E   | Al Ahly Shendi               | 2 - 1 | 0 - 1  |
| 31    | Al-Ittihad           | 1 - 2    | Medeama SC                   | 1 - 0 | 0 - 2  |
| 32    | UMS de Loum          | 2 - 3    | Fath US                      | 1 - 1 | 1 - 2  |
| 33    | Villa SC             | 5 - 0    | JKU FC                       | 4 - 0 | 1 - 0  |
| 34    | Atlético Olympic FC  | 0 - 5    | CF Mounana                   | 0 - 2 | 0 - 3  |
| 35    | Africa Sports        | 1 - 6    | ENPPI                        | 0 - 2 | 1 - 4  |

### Deuxième tour
Les matchs aller se jouent les 8, 9 et 10 avril 2016 alors que les matchs retour se jouent les 19, 20 avril 2016.
| Match | Équipe 1          | Résultat | Équipe 2             | Aller | Retour |
| ----- | ----------------- | -------- | -------------------- | ----- | ------ |
| 36    | Vita Club Mokanda | 1 - 4    | GD Sagrada Esperança | 1 - 2 | 0 - 2  |
| 37    | MC Oran           | 0 - 1    | KAC Marrakech        | 0 - 0 | 0 - 1  |
| 38    | Azam FC           | 2 - 4    | ES Tunis             | 2 - 1 | 0 - 3  |
| 39    | Zanaco FC         | 1 - 4    | Stade gabésien       | 1 - 1 | 0 - 3  |
| 40    | CS Constantine    | 2 - 3    | Misr El Maqasa       | 1 - 0 | 1 - 3  |
| 41    | Al Ahly Shendi    | 0 - 2    | Medeama SC           | 0 - 0 | 0 - 2  |
| 42    | Fath US           | 7 - 1    | Villa SC             | 7 - 0 | 0 - 1  |
| 43    | CF Mounana        | 3 - 2    | ENPPI                | 2 - 0 | 1 - 2  |

## Barrage
Les tirages au sort auront lieu le 24 mai au Caire (Egypte). Les vainqueurs des 1/8èmes de finale de la Coupe de la Confédération vont affronter les perdants des 1/8èmes de finale de la Ligue des Champions.
Les matchs aller se jouent les 6,7 et 8 mai 2016 alors que les matchs retour se jouent les 17 et 18 mai 2016
| Équipe 1             | Résultat | Équipe 2          | Aller | Retour |
| -------------------- | -------- | ----------------- | ----- | ------ |
| MO Béjaïa            | E1 - 1   | ES Tunis          | 0 - 0 | 1 - 1  |
| Stade malien         | 0 - 4    | Fath US           | 0 - 0 | 0 - 4  |
| TP Mazembe           | E2 - 2   | Stade gabésien    | 1 - 0 | 1 - 2  |
| ES Sahel             | 2 - 1    | CF Mounana        | 2 - 0 | 0 - 1  |
| Al Ahly Tripoli      | E1 - 1   | Misr El Maqasa    | 0 - 0 | 1 - 1  |
| Al Merreikh Omdurman | 1 - 2    | KAC Marrakech     | 1 - 0 | 0 - 2  |
| Young Africans FC    | 2 - 1    | Sagrada Esperança | 2 - 0 | 0 - 1  |
| Mamelodi Sundowns FC | 3 - 3E   | Medeama SC        | 3 - 1 | 0 - 2  |

## Phase de groupes
Le tirage au sort s'est déroulé au Caire le 24 mai 2016  à 12:00 GMT.

### Groupe A
| Rang | Équipe            | Pts | J | G | N | P | Bp | Bc | Diff |  | Résultats (▼ dom., ► ext.) |     |     |     |     |
| ---- | ----------------- | --- | - | - | - | - | -- | -- | ---- |  | -------------------------- | --- | --- | --- | --- |
| 1    | TP Mazembe        | 13  | 6 | 4 | 1 | 1 | 10 | 5  | +5   |  | TP Mazembe                 |     | 1-0 | 3-1 | 3-1 |
| 2    | MO Béjaïa         | 8   | 6 | 2 | 2 | 2 | 2  | 2  | 0    |  | MO Béjaïa                  | 0-0 |     | 1-0 | 1-0 |
| 3    | Medeama SC        | 8   | 6 | 2 | 2 | 2 | 8  | 8  | 0    |  | Medeama SC                 | 3-2 | 0-0 |     | 1-0 |
| 4    | Young Africans FC | 4   | 6 | 1 | 1 | 4 | 4  | 9  | -5   |  | Young Africans FC          | 0-1 | 1-0 | 1-1 |     |

### Groupe B
| Rang | Équipe          | Pts | J | G | N | P | Bp | Bc | Diff |  | Résultats (▼ dom., ► ext.) |     |     |     |     |
| ---- | --------------- | --- | - | - | - | - | -- | -- | ---- |  | -------------------------- | --- | --- | --- | --- |
| 1    | Fath US         | 12  | 6 | 3 | 3 | 0 | 9  | 4  | +5   |  | Fath US                    |     | 0-0 | 3-1 | 1-0 |
| 2    | ES Sahel        | 11  | 6 | 3 | 2 | 1 | 9  | 4  | +5   |  | ES Sahel                   | 1-1 |     | 3-1 | 3-0 |
| 3    | KAC Marrakech   | 7   | 5 | 2 | 1 | 3 | 9  | 13 | -4   |  | KAC Marrakech              | 1-3 | 2-1 |     | 2-2 |
| 4    | Al Ahly Tripoli | 2   | 5 | 0 | 2 | 4 | 4  | 10 | -6   |  | Al Ahly Tripoli            | 1-1 | 0-1 | 1-2 |     |

## Phase finale

### Demi-finales
| Équipe 1  | Résultat | Équipe 2   | Aller | Retour |
| --------- | -------- | ---------- | ----- | ------ |
| ES Sahel  | 1 - 1e   | TP Mazembe | 1-1   | 0-0    |
| MO Béjaïa | 1e - 1   | Fath US    | 0-0   | 1-1    |

### Finale
| Équipe 1  | Résultat | Équipe 2   | Aller | Retour |
| --------- | -------- | ---------- | ----- | ------ |
| MO Béjaïa | 2 - 5    | TP Mazembe | 1-1   | 1-4    |

## Vainqueur
| Coupe de la confédération Vainqueur 2016 |
| ---------------------------------------- |
| TP Mazembe 1er titre                     |